# Aghaiani
Aghaiani – wieś w Gruzji, w regionie Wewnętrzna Kartlia, w gminie Kaspi. W 2014 roku liczyła 1505 mieszkańców.